# Ouessant

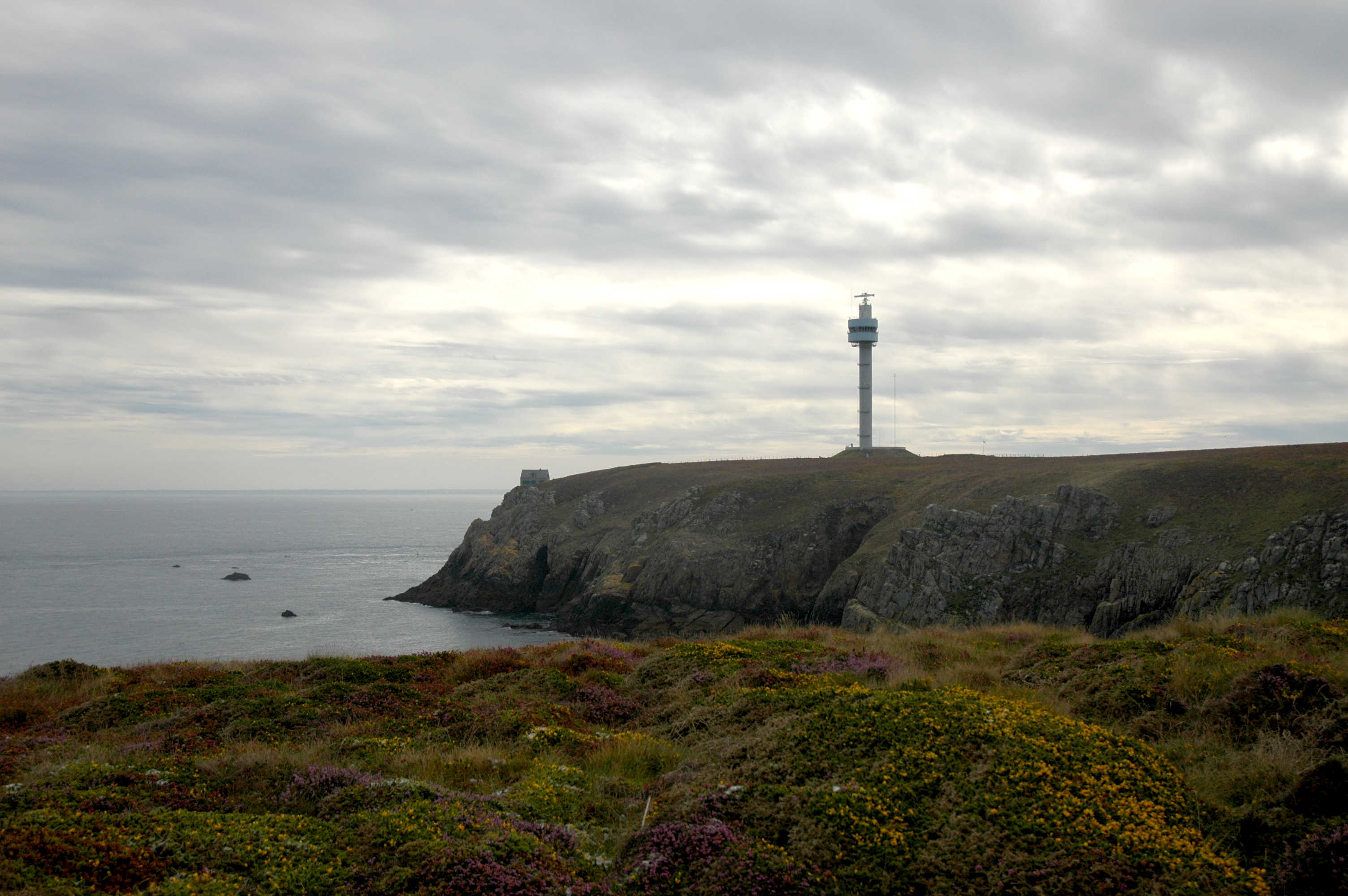
Ouessant amb el far de Stiff

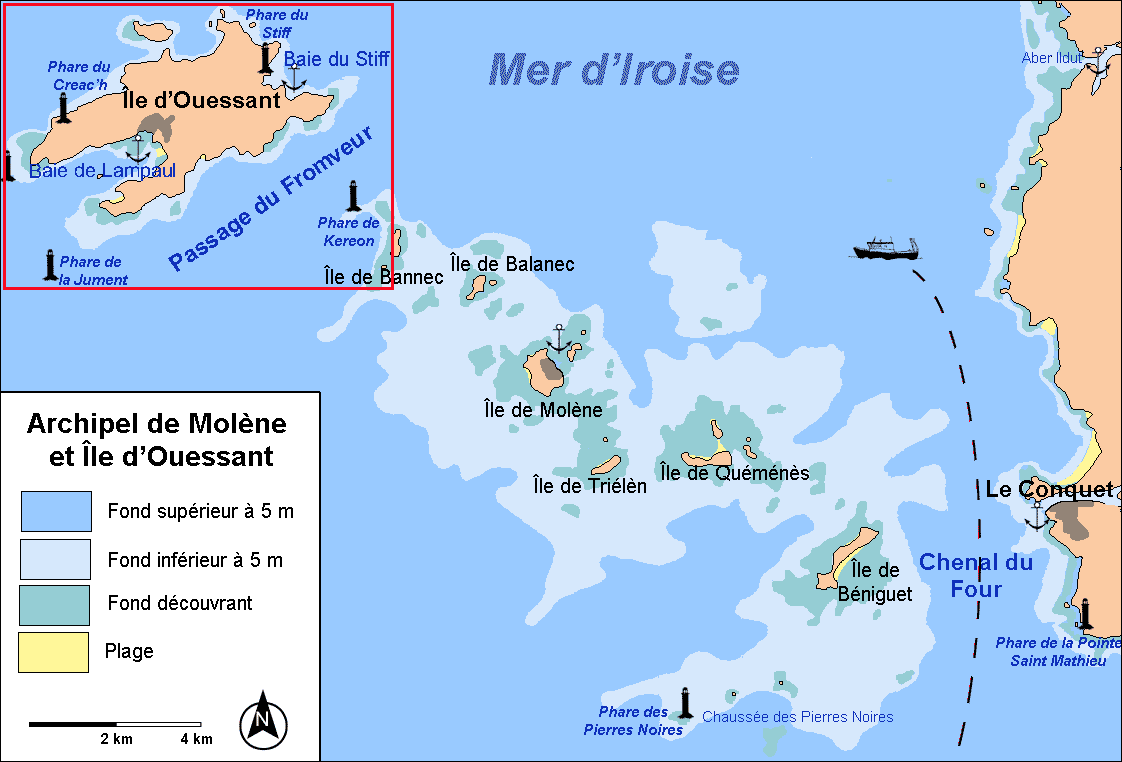
Illa d'Ouessant i arxipèlag de Molène

Ouessant (Eusa en bretó) és una comuna del departament de Finisterre, en la regió de Bretanya, França. Està situada sobre l'illa del mateix nom, a 20 km de la costa continental. El consell municipal ha aprovat la carta Ya d'ar brezhoneg.

## Generalitats
L'illa tot just té 857 habitants, una superfície de 15,58 km² i una densitat de 59,8 hab./km². El seu punt més elevat es troba a 61 m.

## Geografia
És la setena illa més gran de França. Fa 8 km de llarg per 4 km d'ample. És la terra habitada més occidental de França metropolitana. Té forma de pinça de cranc, perquè a l'Oest l'illa es divideix en dues puntes: la Punta de Pern i la Punta de Feuntenvelen, al voltant de la Badia de Lampaul.
A l'est l'únic lloc accessible per mar és la Badia del Stiff. L'illa està separada de l'Arxipèlag de Molène per l'Estret de Fromveur, que presenta ràpids corrents marines que poden arribar fins a 10 nusos de velocitat i 60 m de profunditat. Està envoltat de diverses illes, com l'Illot de Keller al Nord. Ouessant marca tradicionalment l'entrada Sud del Canal de la Mànega.
Demografia
| Evolució de la població Cassini et INSEE |       |       |       |       |       |       |       |       |
| 1793                                     | 1800  | 1806  | 1821  | 1831  | 1836  | 1841  | 1846  | 1851  |
| -                                        | 1 510 | 1 465 | 1 851 | 2 032 | 2 151 | 2 194 | 1 983 | 2 271 |

| 1856  | 1861  | 1866  | 1872  | 1876  | 1881  | 1886  | 1891  | 1896  |
| ----- | ----- | ----- | ----- | ----- | ----- | ----- | ----- | ----- |
| 2 258 | 2 391 | 2 368 | 2 377 | 2 382 | 2 364 | 2 307 | 2 490 | 2 287 |

| 1901  | 1906  | 1911  | 1921  | 1926  | 1931  | 1936  | 1946  | 1954  |
| ----- | ----- | ----- | ----- | ----- | ----- | ----- | ----- | ----- |
| 2 717 | 2 761 | 2 953 | 2 586 | 2 524 | 2 439 | 2 363 | 2 223 | 2 071 |

| 1962  | 1968  | 1975  | 1982  | 1990  | 1999 | 2006 | 2011 | 2016 |
| ----- | ----- | ----- | ----- | ----- | ---- | ---- | ---- | ---- |
| 1 938 | 1 814 | 1 450 | 1 221 | 1 062 | 932  | -    | -    | -    |

| 2019 | - | - | - | - | - | - | - | - |
| ---- | - | - | - | - | - | - | - | - |
| -    | - | - | - | - | - | - | - | - |

## Història
Es va separar del continent per fi de l'últim període glacial. Va estar habitada ja des de l'any 1500 aC. Després la majoria dels homes solien partir amb l'exèrcit al mar, pel que es va anomenar "l'illa de les dones". Els seus habitants gairebé no paguen impostos i han rebut alguns premis per la seva capacitat de socors als nàufrags.

## Atraccions
Forma part del Parc Regional Natural de Armorique. Presenta gran varietat d'ocells, alguns en perill d'extinció, i una poblada colònia de conills. A causa dels seus vents no existeixen boscos sobre l'illa. Existeixen diversos fars sobre l'illa: el far de Stiff; el far de Créac'h, el més potent del món; els fars de l'Egua, de Kereón i de Nividic; i la torre de control marítim de la zona, dotada amb els últims avanços tecnològics.

## Administració
| Període     | Identitat                 | Partit |
| ----------- | ------------------------- | ------ |
| 1790 - 1792 | Michel Bon                |        |
| 1792        | Auguste Bruno de la Salle |        |
| 1849 - 1865 | Joseph-Marie Le Louet     |        |
| 1865 - 1866 | Louis-Marie Malgorn       |        |
| 1866 - 1878 | Adolphe Belain La Motte   |        |
| 1878 - 1884 | Jean-Louis Stéphan        |        |
| 1884 - 1914 | Jean-Marie Malgorn        |        |
| 1914 - 1919 | Hippolyte Malgorn         |        |
| 1919 - 1927 | Paul Cain                 |        |
| 1927 - 1935 | Paul Stéphan              |        |
| 1935 - 1940 | Jean-Louis Le-Breton      |        |
| 1940 - 1944 | Jean-Marie Creac’h        |        |
| 1944        | Jean Masson               |        |
| 1944 - 1945 | Alphonse Jacob            |        |
| 1945 - 1951 | Jeanne Berthelé           |        |
| 1951 - 1965 | François Lucas            |        |
| 1965 - 1983 | Marcel Ticos              |        |
| 1983 - 1989 | Paul Vaillant             |        |
| 1989 - 1995 | Michelle Malgorn          |        |
| 1995 -      | Denis Palluel             | PS     |